# الاعدان (الحوائل)

تعديل مصدري - تعديل

الاعدان محلة تابعة لقرية الحوائل، التابعة لعزلة الوزيرة بمديرية فرع العدين إحدى مديريات محافظة إب في الجمهورية اليمنية، بلغ تعداد سكانها 20 حسب تعداد اليمن لعام 2004.